# Bosnia ed Erzegovina al Turkvision Song Contest
La Bosnia ed Erzegovina ha partecipato a tutte le edizioni del Turkvision Song Contest a partire dal debutto del concorso nel 2013. La rete che cura le varie partecipazioni è la Hayat TV.

## Partecipazioni
- Primo posto
- Secondo posto
- Terzo posto
- Ultimo posto

| Anno                            | Artista                                   | Canzone           | Posizione | Punti | Note |
| ------------------------------- | ----------------------------------------- | ----------------- | --------- | ----- | ---- |
| 2013                            | Emir & Frozen Camels feat. Mirza Šoljanin | "Ters Bosanka"    | 6         | 187   |      |
| 2014                            | Mensur Salkić                             | "Šutim/Susuyorum" | 10        | 176   |      |
| 2015                            | Adis Škaljo                               | "Pa šta"          | 12        | 153   |      |
| Nessuna partecipazione nel 2017 |                                           |                   |           |       |      |
| 2020                            | Armin Muzaferija                          | "Džehva"          | 3°        | 194   |      |